# 打邦河
打邦河，位于中国贵州省西南部，是北盘江左岸支流，发源于安顺市市区东北郊的塔墓山，西南流入安顺市北的虹山水库（虹山湖），出库后东南流经安顺市区，至宁谷镇五官村转西南流，经油菜河水库和龙宫风景名胜区（此段干流部分河段为伏流），之后进入镇宁布依族苗族自治县，打邦河在镇宁县境内也称新院河。打邦河向西流经镇宁县朵卜陇乡和募役乡，于黄果树镇石汪寨南右纳白水河后，沿镇宁和关岭县界南流，经天星桥风景名胜区和红岩水电站后进入关岭县境，经关岭八德乡和关脚水电站后，再次沿镇宁和关岭两县边界向南流，至关岭县板贵乡付家寨南注北盘江。河长132千米，河道平均比降8.44‰，流域面积2864平方千米，总落差1169米。流域内是世界上喀斯特地貌最发育的地区之一。

## 名称
“打邦”为布依语，一说“打”为河流，“邦”意为“垂直落下”，即“落河”、“瀑布”之意，因为打邦河上有诸多瀑布。一说“打邦”意为河边。